# Galium balearicum
Galium balearicum är en måreväxtart som beskrevs av John Isaac Briquet. Galium balearicum ingår i släktet måror, och familjen måreväxter. Inga underarter finns listade i Catalogue of Life.